# 숲에는 그대 향기
《숲에는 그대 향기》는 1982년 6월 5일에 방영된 TV문학관이다.

## 줄거리
대학병원 인턴인 태식(태민영)과 약혼을 앞두고 있는 미대생 루미(박춘신)는 소꿉친구인 영길(김영철)의 일로 혼란스럽다. 영길과는 친구로 지냈다고 생각했지만, 영길은 그런 그녀에게 늦은 사랑고백을 한다. 루미는 영길의 존재를 다시 생각한다. 그러나 루미는 결국 조건이 좋은 태식을 택하고 영길에게 이별을 고하는데...

## 출연
- 박춘신
- 김영철
- 태민영
- 강태호
- 김난영
- 김소원
- 양영준
- 박용식
- 이문환
- 김윤형
- 정인철
- 방숙례
- 서영진
- 최동균